# Dejan Đokić
Dejan Đokić (Walenstadt, 26 settembre 2000) è un calciatore svizzero, attaccante del Sion.

## Caratteristiche tecniche
È un centravanti.

## Carriera
Cresciuto nel settore giovanile del Vaduz, debutta in prima squadra il 25 settembre 2019 in occasione dell'incontro di Challenge League perso 4-1 contro il Wil.

## Statistiche
Statistiche aggiornate all'8 maggio 2021.

### Presenze e reti nei club
| Stagione        | Squadra         | Campionato      | Campionato | Campionato | Coppe nazionali | Coppe nazionali | Coppe nazionali | Coppe continentali | Coppe continentali | Coppe continentali | Altre coppe | Altre coppe | Altre coppe | Totale | Totale | Totale |
| Stagione        | Squadra         | Comp            | Pres       | Reti       | Comp            | Pres            | Reti            | Comp               | Pres               | Reti               | Comp        | Pres        | Reti        | Pres   | Reti   |        |
| --------------- | --------------- | --------------- | ---------- | ---------- | --------------- | --------------- | --------------- | ------------------ | ------------------ | ------------------ | ----------- | ----------- | ----------- | ------ | ------ | ------ |
| 2019-2020       | Vaduz           | ChL             | 11+1       | 1+0        | CL+CS           | 1+0             | 0               |                    | -                  | -                  |             | -           | -           | 13     | 1      |        |
| 2020-2021       | Vaduz           | ASL             | 25         | 3          | CS              | 0               | 0               |                    | -                  | -                  |             | -           | -           | 25     | 3      |        |
| Totale carriera | Totale carriera | Totale carriera | 37         | 4          |                 | 1               | 0               |                    | -                  | -                  |             | -           | -           | 38     | 4      |        |

## Palmarès
- Coppa del Liechtenstein: 3

Vaduz: 2021-2022, 2022-2023, 2023-2024